# زبان پولووات
زبان پولووات یکی از زبان‌های میکرونزیایی در ایالات فدرال میکرونزی است. این زبان در آب‌سنگ حلقوی پلووات صحبت می‌شود.